# Новомихайловский (Бижбулякский район)
Новомихайловский — упразднённое в 2006 году село в Бижбулякском районе Республики Башкортостан Российской Федерации. Объединено с селом Михайловка До 2005 года — рабочий посёлок Новомихайловский Новомихайловского поссовета города Белебея.

## География

### Географическое положение
Расстояние до:
- районного центра (Бижбуляк): 32 км
- ближайшей ж/д станции (Аксаково): 16 км

## История
Законом Республики Башкортостан от 17 декабря 2004 года № 125-з Новомихайловский поссовет города Белебея был передан в состав территории Бижбулякского района и объединён с Михайловским сельсоветом Бижбулякского района с сохранением наименования Михайловский сельсовет Бижбулякского района с административным центром в посёлке Михайловка
Законом Республики Башкортостан от 21 июня 2006 года № 329-з село Новомихайловский было объединено с селом Михайловка с сохранением статуса села и наименования «Михайловка».

## Население
Согласно переписи 2002 года население составляло 544 человека, преобладающая национальность — чуваши (74 %).